# Antonio Sacco
Antonio Sacco war ein uruguayischer Fußballspieler.

## Karriere

### Verein
Stürmer Sacco gehörte von 1923 bis 1931 dem Kader von Peñarol Montevideo an. Bereits 1924 gewann er mit den Aurinegros während der Phase der Spaltung der Organisationsstruktur des uruguayischen Fußballs die von der Federación Uruguaya de Football (FUF) ausgespielte Parallel-Meisterschaft. Ebenso siegte Peñarol nach der durch den Laudo Serrato herbeigeführten Überwindung des uruguayischen Fußball-Schismas zwei Jahre später in der als inoffizielle Meisterschaft jenes Jahres zählenden Copa del Consejo Provisorio. Anschließend wurde er 1928 und 1929 mit seinem Verein Uruguayischer Meister in der Primera División. 1928 siegte man zudem bei der Copa Aldao. Seine in persönlicher Hinsicht sportlich stärkste Phase erlebte er bei den Aurinegros Ende der 1920er Jahre. So war er in der Spielzeit des Jahres 1929 bis 1930 der Torjäger der Mannschaft. Er erzielte elf Treffer in dieser Meisterschaftsrunde und traf 22-mal insgesamt. Sacco wird als intelligenter, agiler und wendiger Spieler beschrieben, der mit präzisem Passspiel und einem platzierten, „trockenen“ Schuss ausgestattet war.

### Nationalmannschaft
Sacco spielte zudem für die uruguayische A-Nationalmannschaft. Mit dieser nahm er an der Südamerikameisterschaft 1927 teil, bei der Uruguay den zweiten Platz belegte. Im Verlaufe des Turniers kam er in der Begegnung gegen die peruanische Auswahl zum Einsatz und steuerte beim 4:0-Sieg zwei Treffer bei. Im Folgejahr wirkte er sowohl bei der Copa Lipton als auch der Copa Newton mit. Insgesamt absolvierte er von seinem Debüt am 10. August 1924 bis zu seinem letzten Spiel für die Celeste am 15. Mai 1932 sechs Länderspiele, in denen er den beiden Toren während der Südamerikameisterschaft jedoch kein weiteres hinzufügte.

### Erfolge
- Vize-Südamerikameister: 1927
- Uruguayischer Meister: 1924, 1926 (beide offiziell nicht anerkannt); 1928 und 1929
- Copa Aldao: 1928